# Кинтрала
Каталина де лос Риос-и-Лиспергер (исп. Catalina de los Ríos y Lisperguer; род. октябрь 1604, Сантьяго, Чили — 15 января 1665, Сантьяго, Чили) — испанская землевладелица, известная своей красотой, жестокостью и садизмом в отношении своих слуг. Со временем лицо Кинтрали приобрело мифические черты, в чилийской культуре стала олицетворением колониального гнёта Испании и собирательным образом жестокой женщины-садистки.

## Биография
Родилась в 1604 году в зажиточной семье, дочь Гонсало де-лос-Риос и Каталины Лиспергер. Соединила в себе испанские и немецкие корни. Молодая Каталина отличалась необычайной красотой, имела огненно-рыжие волосы — отсюда и получила прозвище «Кинтрала» по названию местного красного цветка из Патагонии. Семья была достаточно богатой, владела многочисленными поместьями в испанских владениях в Чили и содержала большое количество рабов и крепостных, которые работали на плантациях. Её жестокость стала легендарной. Наибольшую огласку получило её отравление собственного отца дона Гонсало в 1622 году, когда ей было всего 18 лет. В 1626 году по инициативе матери убитого отца Кинтрала вступила в брак с Альфонсо Кампофрио Карвахалем, испанским военным.
Молодые супруги переехали в имение мужа, где Кинтрала начала руководить хозяйством и жестоко пытать рабов. Очевидно муж любил её, позволял управлять рабами, закрывал глаза на её преступления и даже сам участвовал в них. Несмотря на это, у Кинтралы был по крайней мере один любовник, убийство которого она заказала своему рабу и позже его казнила. После смерти мужа в 1650 году стала единственной хозяйкой крупных имений и продолжила совершать свои преступления, которые, по преданию очевидцев, приобрели черты чёрной магии и сатанизма. Благодаря её знатному происхождению и богатству Кинтрала долгое время избегала ответственности. В частности, благодаря родовым связям с местным судьёй 15 документально подтверждённых преступлений женщины не были доведены до суда. Народные предания указывают на значительно большее количество жертв Кинтралы, возможно несколько сотен замученных рабов. В 1660 году против неё было возбуждено уголовное дело, её арестовали и поместили в тюрьму Сантьяго. На этот раз её обвиняли в 40 убийствах, однако снова благодаря её богатству и влиянию не смогли их подтвердить в суде, и Кинтралу отпустили.
Перед смертью больная Кинтрала по преданию очевидцев раскаялась в своих преступлениях и вернулась к христианской вере. Она умерла в 1665 году в одиночестве и пренебрежении её соседей, в завещании оставила почти все средства католической церкви, завещала 20 000 служб за собственный упокой и за замученных ею рабов-индейцев. Статуя Христа, которая принадлежала Кинтрале, уцелела во время землетрясения 13 мая 1647 года и по преданию имела чудотворные качества.

## Значение
Образ Кинтралы приобрёл мифический облик ещё при её жизни. Её преступления и обвинения в чёрной магии передавались из поколения в поколение. Католическая церковь активно использовала историю раскаяния Кинтралы и возвращение её к религии. В чилийской культуре этот образ женщины-садистки воплощён в нескольких романах, пьесах, кинофильме и телесериале.